# Мор'янці
Мор'янці — село в Україні, у Яворівському районі Львівської області. Населення становить 489 осіб. Орган місцевого самоврядування - Яворівська міська рада.

## Історія
У 1989 р. селу Моранці було повернено історичну назву.
В селі знаходиться дерев'яна церква Успіння Пресвятої Богородиці (УГКЦ). Адміністратор: о. Мица Тарас
Ймовірно, у 1776 році, коли заснована місцева парафія, збудували існуючу дерев’яну церкву, хоча пізніші шематизми датують її 1773 роком (можливо - це дата посвяти).
У період з 1961 по 1989 рік стояла зачиненою. Зовнішні стіни церкви за незалежності України шальовані вертикально вузькими дерев’яними планками, які імітують гонти.
У 2006 році церкву першу на території Львівської архієпархії детально описали представники Комісії сакрального мистецтва (зокрема іконостас і все існуюче спорядження церкви).
На захід від церкви знаходиться дерев’яна двоярусна дзвіниця, збудована у 1995 році.
7 листопада 2019 року департамент архітектури та розвитку містобудування Львівської ОДА підписав договір з Колективним підприємством «Центр комплекс», яке зголосилось відреставрувати церкву за 6,92 млн грн.
Згідно з тендерною документацією, підприємство-переможець має провести роботи зі зміцнення фундаменту, виготовити та встановити заново колоди, зроблені за старим зразком, улаштувати теплоізоляцію, звукоізоляцію з керамзитового гравію та покрити дахи міддю тощо.

## Населення

### Мова
Розподіл населення за рідною мовою за даними перепису 2001 року:
| Мова       | Кількість | Відсоток |
| ---------- | --------- | -------- |
| українська | 489       | 100%     |

## Галерея

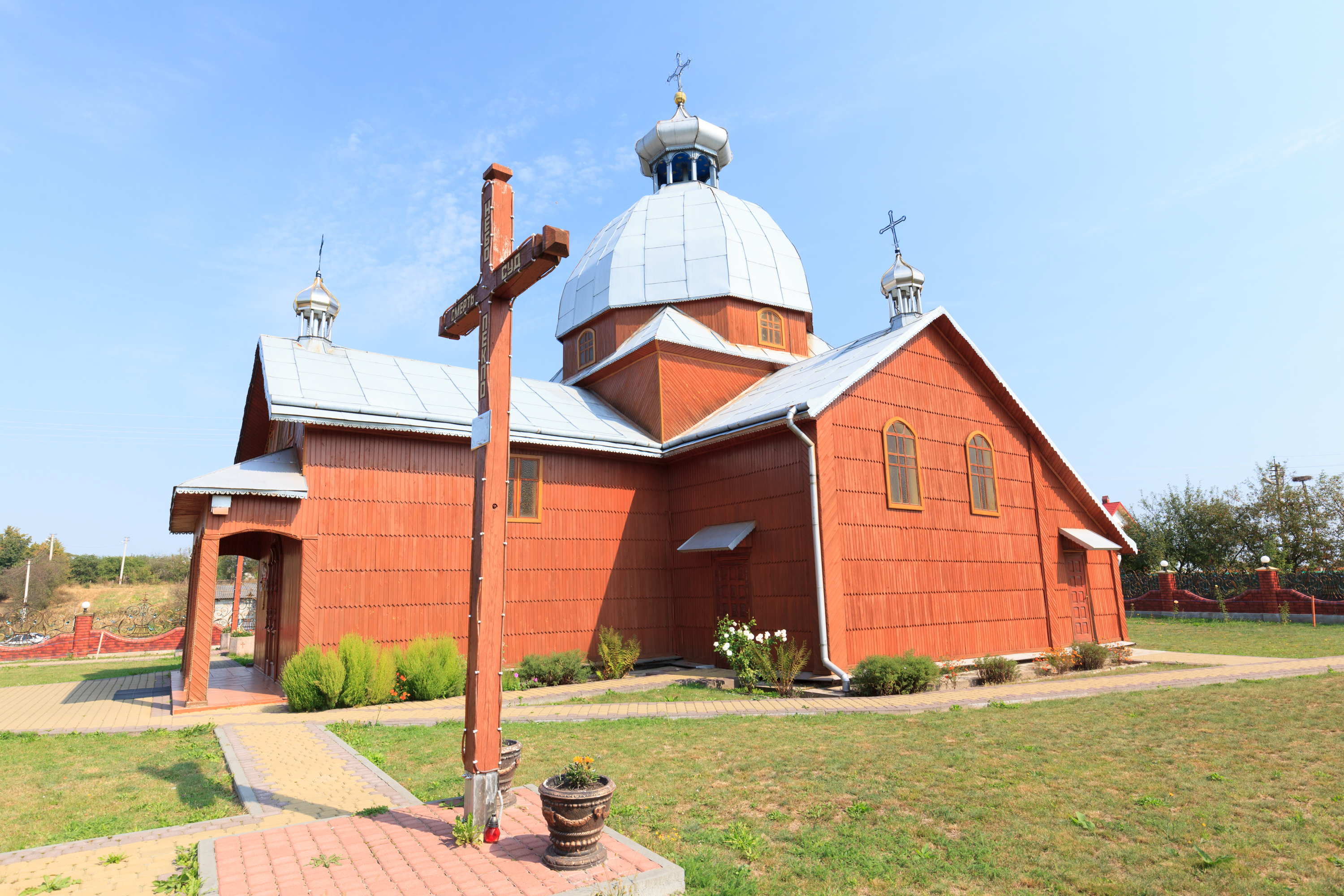
Успенська церква у 2016 році
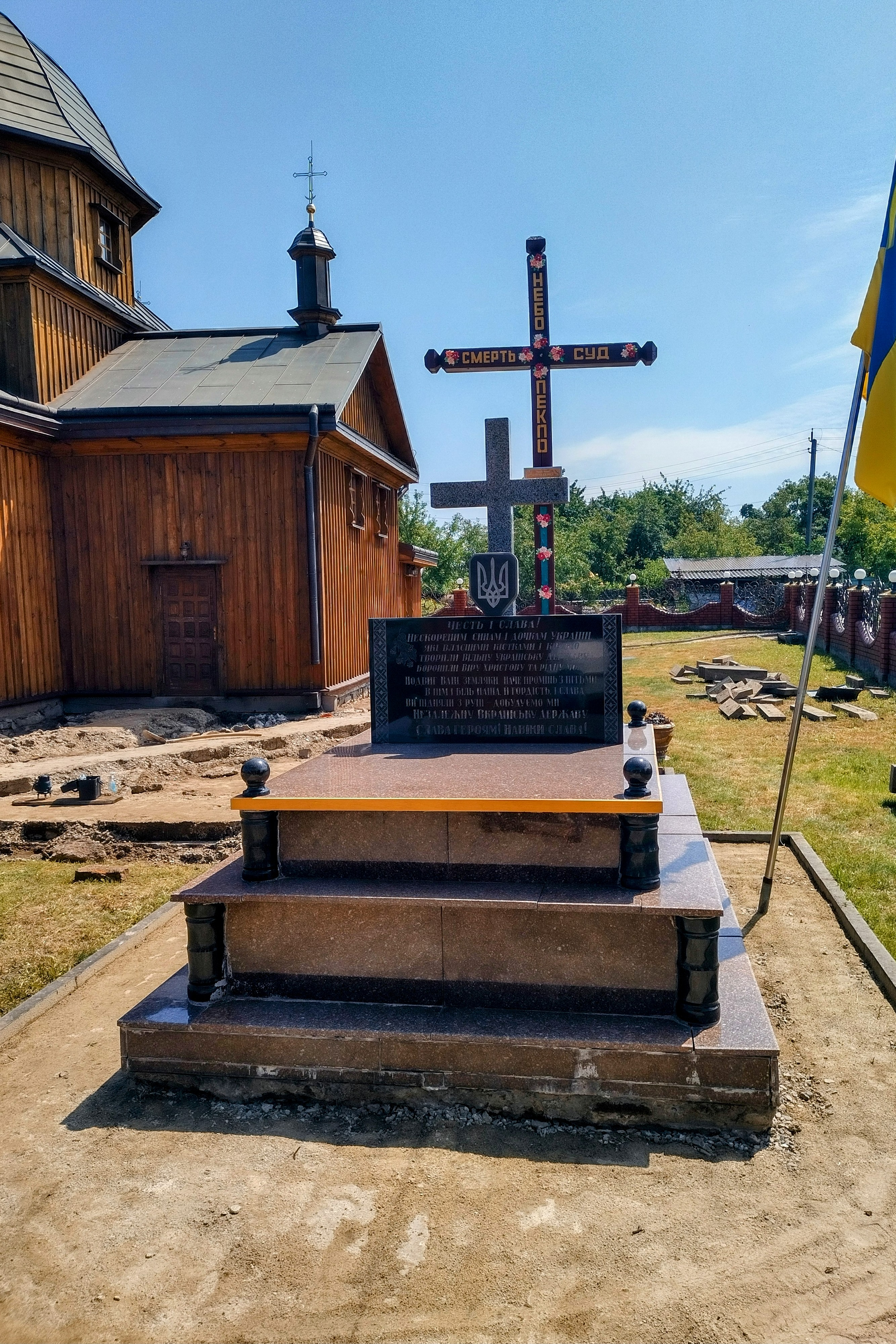
Меморіал "Борцям за волю України"